# Чернеци
Чернеци (рум. Cerneți) је насеље у општини Шимијан у жупанији Мехединци у Румунији. Према попису из 2021. у насељу је било 3.333 становника.

## Становништво
Према попису из 2021. у Чернецију је живело 3.333 становника што је за 6 мање (-0,18%) у односу на попис из 2011. када је било 3.339 становника.
Према попису из 2011. већину станоништва чинили су Румуни.
| Етнички састав према попису из 2011.‍ | Етнички састав према попису из 2011.‍ | Етнички састав према попису из 2011.‍ | Етнички састав према попису из 2011.‍ | Етнички састав према попису из 2011.‍ |
| ------------------------------------ | ------------------------------------ | ------------------------------------ | ------------------------------------ | ------------------------------------ |
|                                      |                                      |                                      |                                      |                                      |
| Румуни                               | Румуни                               |                                      | 3.192                                | 95,60%                               |
| Срби                                 | Срби                                 |                                      | 1                                    | 0,03%                                |
| Непознато                            | Непознато                            |                                      | 146                                  | 4,37%                                |

## Историјски споменици
У табели су дати заштићени историјски споменици у Чернецију. Историјски споменици од националног значаја су комплекси манастира Чернеци и цркве Светог Николе и кула Тудора Владимирескуа.
| Историјски споменик                                 | Историјски споменик                                 | Датирање                                |
| --------------------------------------------------- | --------------------------------------------------- | --------------------------------------- |
| Халштатска некропола                                | Халштатска некропола                                | VIII—VII век п. н. е.                   |
| Остаци римских зидова                               | Остаци римских зидова                               | II—III век                              |
| Брвнара Ауроре Капацане                             | Брвнара Ауроре Капацане                             | 1912.                                   |
| Манастир Чернеци                                    | Црква Свете Тројице                                 | 1662. (измењена 1784—1794)              |
| Манастир Чернеци                                    | Оградни зид                                         | 1662.                                   |
| Манастир Чернеци                                    | Камени крст                                         | 1662.                                   |
| Комплекс цркве Светог Николе                        | Црква Светог Николе                                 | 1784—1794                               |
| Комплекс цркве Светог Николе                        | Оградни зид                                         | 1784—1794                               |
| Комплекс цркве Светог Николе                        | Старо гробље                                        |                                         |
| Црква Светог Јована Крститеља                       | Црква Светог Јована Крститеља                       | 1820.                                   |
| Црква Успења Пресвете Богородице и Светог Димитрија | Црква Успења Пресвете Богородице и Светог Димитрија | 1814, 1928, осликана и реновирана 1866. |
| Кула Тудора Владимирескуа                           | Кула Тудора Владимирескуа                           | 1800.                                   |
| Кула Нистор                                         | Кула Нистор                                         | 1812.                                   |
| Стара школа                                         | Стара школа                                         | 18. век                                 |